# NEPAD
Program NEPAD (Nové partnerství pro africký rozvoj, New Partnership for Africa's Development) je hospodářským programem rozvoje afrického světadílu.
Hlavním cílem NEPADu je zvýšení přílivu zahraničních investic v návaznosti na zlepšení hospodářské a politické situace v zemích Afriky. Mezi širší cíle partnerství patří omezení chudoby, zapojení Afriky do světového obchodu, podpora trvale udržitelného hospodářského růstu aj. Mezi jednotlivé dílčí úkoly patří budování nových dopravních sítí, prosazování demokracie, podpora vzdělávání a zdravotní péče.
NEPAD byl přijat na zasedání Shromáždění hlav států v Lusace v červenci 2001, čímž byly spojeny dva dosavadní programy související s hospodářskou obnovou Afriky: Millennium Partnership for the African Recovery Program a Plán OMEGA.
Nad jeho plněním dohlíží Africká unie.